# Ниигата (стадион)
Стадион «Ниигата» (яп. 新潟スタジアム Ниигата Сутадзиаму) — многофункциональный стадион, расположенный в городе Ниигата, Япония. Является домашней ареной клуба Джей-лиги Альбирекс Ниигата. Стадион был открыт в 2001 году и на данный момент вмещает 42 300 зрителей.

## Чемпионат мира 2002
Стадион «Ниигата» принял три матча чемпионата мира по футболу 2002 года.
Групповой раунд:
- 1 июня: Ирландия 1 — 1 Камерун (первый матч чемпионата в Японии)
- 3 июня: Хорватия 0 — 1 Мексика

1/8 финала:
- 15 июня: Дания 0 — 3 Англия